# Dunántúli-dombság
A Dunántúli-dombság változatos felépítésű és felszínű magyarországi nagytáj. Legnépesebb városa Pécs.

## Elhelyezkedése
Egyes felfogások szerint a Dunántúli-dombság nyugat-keleti irányban a Zala völgyétől a Dunáig húzódik. Ebben az értelemben a Dunántúli-dombság magában foglalja majdnem a teljes Dél-Dunántúli régiót, és átnyúlik a Nyugat-Dunántúliba is. Határait az Alpokalja, a Balaton, a Duna folyó észak-déli szakasza, és az országhatár jelöli ki. Területe: 11 350 km², ami Magyarország kb. 1/9-e. Abszolút helyzete az északi szélesség 45°48' – 46°56' és a keleti hosszúság 17°05' – 18°46'.
Más felfogás szerint a Zalai-dombság nem a Dunántúli-dombsághoz, hanem a Nyugat-magyarországi peremvidékhez tartozik, azaz ebben az értelemben a Dunántúli-dombság nyugati határa nem a Zala folyó völgye, hanem nagyjából a Kis-Balaton nyugati végétől dél felé induló, észak–déli lefutású völgy.

## Földrajza
A terület nagyobb része lösszel, homokkal és agyaggal fedett dombvidék, de megtalálhatóak itt a középhegységek (kb 5%-a a Dunántúli-dombságnak) és a területének egyharmadában a síkságok is.
A felszíne az újharmadkori és negyedkori pleisztocén üledékekből (agyag, lösz, homok) keletkezett. A Mecsek és a Villányi-hegység mészkő anyagú.
A területen a csapadékosabb óceáni, és a meleg mediterrán hatás egyaránt érvényesül, így éghajlata kiegyensúlyozottabb az országos átlagnál. A Dunántúli-dombság nyugati fele csapadékosabb, kelet felé a csapadék mennyisége csökken, átlagos értéke 650 mm egy évben.
A nagytájak közül itt a legsűrűbb a folyóhálózat. Ezen vízfolyások hossza összesen 2214 km. Az állóvizek mennyisége is kimagasló. A terület 4%-át borítja vízfelület, szemben az országos 1%-os aránnyal. Ezeknek háromnegyedét mesterségesen hozták létre, a völgyek elárasztásával.
A Dunántúli-dombság kb 25%-át borítják erdők – ez körülbelül 200 ezer hektár. Főleg a gyertyános–tölgyesek, bükkösök, ezüsthársasok jellemzőek.

## Területéhez tartozó vármegyék
és megyeszékhelyek
- Baranya vármegye – (Pécs)
- Somogy vármegye – (Kaposvár)
- Tolna vármegye – (Szekszárd)
- Zala vármegye – (Zalaegerszeg)

## Főbb tájegységei

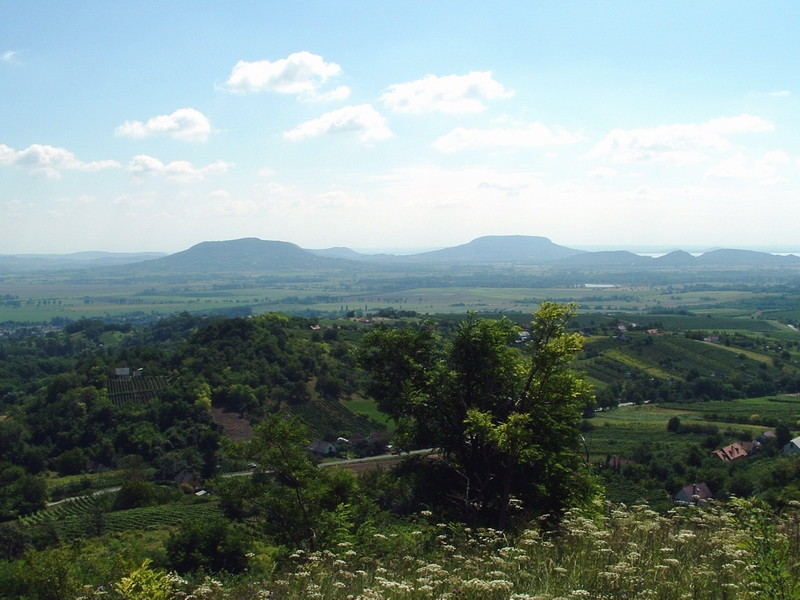
A Tapolcai-medence és tanúhegyei

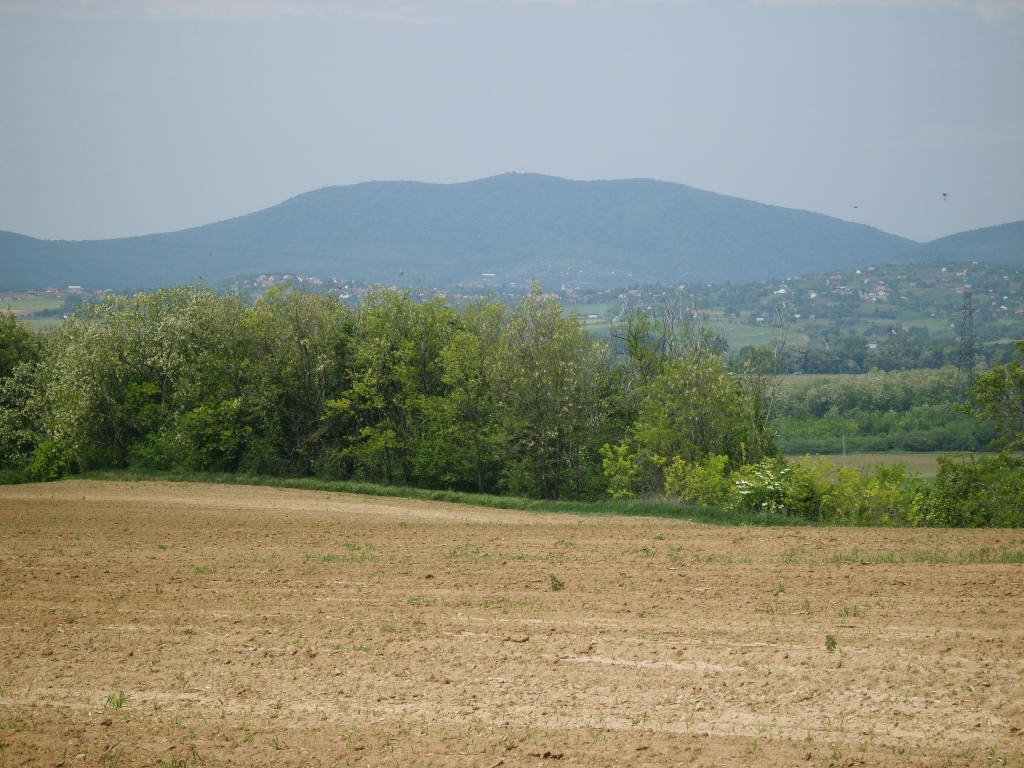
Mecsek - Hármashegy

A Dunántúli-dombság területe négy középtájra tagolódik, ezek a Balaton-medence, Külső-Somogy, Belső-Somogy és a Mecsek és Tolna–Baranyai-dombvidék, ezeket további kistájak alkotják.

### Balaton-medence
Részei a Kis-Balaton-medence, a Nagyberek, a Somogyi parti sík, a Balaton, a Balatoni-riviéra, a Tapolcai-medence és a Keszthelyi-riviéra.

### Külső-Somogy
A Külső-Somogy területét északról a Balaton, keletről a Sió csatorna, délről a Kapos, nyugatról a belső-somogyi táj határolja. Három részre osztható: Nyugat-Külső-Somogy, Kelet-Külső-Somogy és Dél-Külső-Somogy.

### Belső-Somogy
Részei a Marcali-hát, a Kelet-Belső-Somogy, a Nyugat-Belső-Somogy és a Közép-Dráva-völgy. A Belső-Somogy területét északon a Balaton, nyugaton a Zalai-dombság, délen az országhatár, keleten pedig a Külső-Somogy és a Zselic határolja

### Mecsek és Tolna–Baranyai-dombvidék
Részei a Mecsek, a Baranyai-Hegyhát, a Tolnai-Hegyhát, a Völgység, a Szekszárdi-dombság, a Pécsi-síkság, a Geresdi-dombság, a Villányi-hegység, a Dél-Baranyai-dombság és a Zselic.
- Mecsek: Északról a Völgység, délről a Baranyai-dombság, keletről Szekszárdi dombság, és nyugatról a Zselic határolja.
- Baranyai-Hegyhát: Északról a Völgység és a Zselic, nyugatról ugyancsak a Zselic (nagyjából a Baranya-csatorna vonala), délről és keletről pedig a Mecsek határolja.

A Tolnai-dombság részei:
- Tolnai-Hegyhát: A Tolnai-Hegyhátat nyugatról a Kapos, északról és keletről a Sió, délről a Völgység határolta.
- Völgység: Északról a Tolnai-Hegyhát, délről a Mecsek, keletről a Sió és a Szekszárdi-dombság határolja.
- Szekszárdi-dombság: Északról a Tolnai-Hegyhát, nyugatról a Mecsek és a Völgység, keletről a Duna, és délről a Baranyai dombság határolja.

A Baranyai-dombság részei:
- Pécsi-síkság: Északról a Mecsek, a többi égtáj felől a Dél-Baranyai-dombság határolja.
- Geresdi-dombság: Északról a Szekszárdi-dombság határolja, a többi égtáj felől pedig a Dél-Baranyai-dombság fogja körbe.
- Villányi-hegység: A Dél-Baranyai-dombság déli részén húzódik, kelet felé a Dráva menti síkság határolja.
- Dél-Baranyai-dombság: Északról a Mecsek, a Völgység és a Szekszárdi-dombság, délről a Dráva menti síkság, keletről a Duna völgye határolja. Déli részén majdnem teljesen körbefogja a Villányi-hegységet.
- Zselic: Északról a Külső-Somogy, nyugatról a Belső-Somogy, délről az Ormánság (a Dráva menti síkság), keletről meg a Völgység a Baranyai-Hegyhát és a Mecsek határolja. Egyesek a Baranyai-dombság részeként tekintenek rá, mások nem.

## Gazdaság

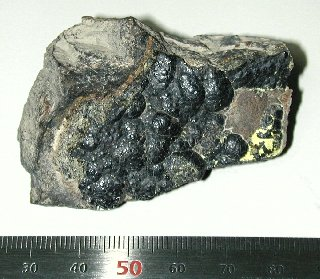
Urán, a Mecsek fő ásványkincse

### Mezőgazdaság
A Dunántúli-dombság mezőgazdasági hasznosítása tájegységenként igen eltérő. A csapadékosabb vidékeken, főleg a Zalai-dombság dús füvű legelőin a szarvasmarhatartás a jellemző. Keleten, a kedvező adottságú Tolnai-dombság mezőségi talajain a szántóföldi művelés a számottevőbb. A főbb termesztett növények: búza, kukorica, cukorrépa, rozs és burgonya. A Mecsek és a Villányi-hegység napos hegyoldalain megterem az őszibarack, az alma, a mandula, a füge, valamint jellemző a szőlő is.

### Ipar
A Dunántúli-dombság gazdag ásványkincsekben. Jelentős kőolaj- és földgázkészletek találhatók itt, valamint hasznosították a Mecsek területén található uránércet és feketekőszenet, de mára az összes bányát bezárták.
Az iparban jelentős az élelmiszeripar szerepe, több tejüzem, húsüzem, konzervgyár is épült. Kaposváron textilgyár is létesült. A kitermelt kőolajat a vegyipar dolgozza fel, nagyobb finomító található Zalaegerszegen, ahol üzemanyagot is előállítanak. Szekszárdon jelentős a mezőgazdasági gépgyártás.